# La Laja (Trinidad y Tobago)
La Laja es una localidad de Trinidad y Tobago, que forma parte de la región de Tunapuna-Piarco.

## Geografía
La localidad abarca parte de la isla Trinidad y limita al norte con Brasso Seco Village, al sur con Arima Heights-Temple Village, al este con Heights of Guanapo y al oeste con Lopinot Village.

## Demografía
Datos demográficos de la localidad de La Laja:
| Gráfica de evolución demográfica de La Laja entre 2000 y 2011 |
|                                                               |